# Wilhelm (Weimar-Orlamünde)
Wilhelm von Ballenstedt  (* 1112 in Worms; † 13. Februar 1140 in Cochem) aus dem Geschlecht der Askanier war ab 1124 Graf von Weimar-Orlamünde sowie Pfalzgraf bei Rhein ab 1126/1129.

## Leben
Wilhelm war der jüngere Sohn des Pfalzgrafen bei Rhein und Grafen von Weimar-Orlamünde, Siegfried I. († 1113), und der Gertrud von Northeim († 1154), Tochter des Markgrafen Heinrichs von Friesland, Graf im Rittigau und im Eichsfeld. Siegfried I. hatte wiederum das Erbe seines Stief- und Adoptivvaters Pfalzgraf Heinrich II. von Laach († 1095) angetreten und die Burg Cochem an der Mosel erbaut. 1113 starb er im Kampf gegen Kaiser Heinrich V., als er nach dem Tod eines Vetters dessen weimarisches Erbe in Besitz nehmen wollte.
Der Kaiser erkannte die rheinischen Erbansprüche Siegfrieds II. (1107–1124), des älteren Bruders von Wilhelm, nicht an und ernannte stattdessen seinen Getreuen Gottfried von Calw zum rheinischen Pfalzgrafen. Um 1115 heiratete Wilhelms Mutter in zweiter Ehe Otto I. von Salm-Rheineck, der vermutlich die Regentschaft für den minderjährigen Siegfried II., führte. 1124 starb Siegfried II. und der noch immer minderjährige Wilhelm folgte ihm als Graf von Weimar-Orlamünde, vermutlich ebenfalls unter der Regentschaft Ottos.
Nachdem 1125 Wilhelms Onkel, der sächsische Herzog Lothar von Supplinburg (ein Schwager seiner Mutter), als Lothar III. zum römisch-deutschen König gewählt worden war, übte dieser Druck auf Gottfried von Calw aus, Wilhelm als Pfalzgraf bei Rhein einzusetzen. Wilhelm wurde daraufhin zwar zum Pfalzgrafen ernannt, stand aber bis zum Ende seiner Minderjährigkeit (1129) unter der Regentschaft Gottfrieds; daneben erhielt auch Wilhelms Stiefvater Otto den Pfalzgrafentitel.
Im Deutschen Thronstreit stand Wilhelm auf Seiten der Welfen.
Wilhelm heiratete eine gewisse Adelheid, die Ehe blieb jedoch ohne Nachkommen.
Als Wilhelm starb, folgte ihm in der Grafschaft Weimar-Orlamünde sein Vetter Albrecht der Bär. In der Pfalzgrafschaft bei Rhein wurde sein Stiefvater Otto vom Stauferkönig Konrad III. gestürzt, der zunächst seinen eigenen Halbbruder Heinrich II. Jasomirgott von Österreich und im folgenden Jahr seinen Schwager Hermann von Stahleck mit der Pfalzgrafschaft belehnte.

## Besitzungen

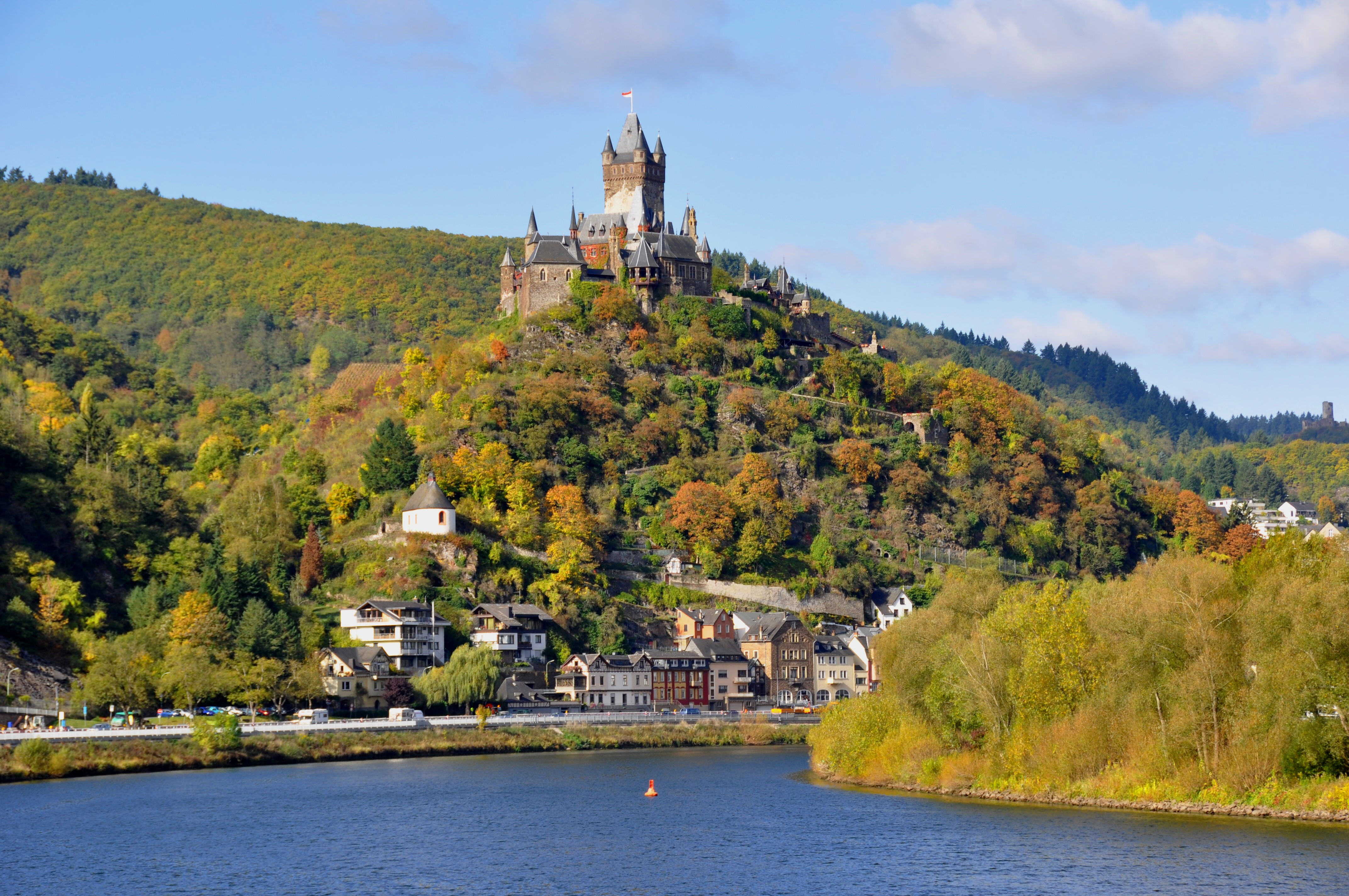
Burg Cochem an der Mosel

Am 17. März 1130 schenkten er und seine Ehefrau Adelheid dem Kloster St. Matthias in Trier die volle Zollfreiheit auf der Mosel vor der Burg Cochem, die im Jahre 1136 auch der Augustiner-Chorherrenabtei des Klosters Springiersbach verliehen wurde. Weiterhin schenkte Wilhelm dem Kloster Springiersbach im Jahre 1136 einen Distrikt im benachbarten Kondelwald und befreite drei bereits zuvor überwiesene Höfe von der Vogtei. Vor seinem Tod verfügte er, das Springiersbach seine letzte Ruhestätte werden solle, und tradierte seinen ganzen Besitz. Hierunter befanden sich u. a. Höfe in Pünderich und Alflen sowie der Sommethof auf dem Klottener Berg, des Weiteren Grundbesitz z. T. mit Hofhäusern in Briedel, Kaimt, Spei bei Merl, Alf, Sankt Aldegund, Bremm, Nehren, Klotten und Wirfus, wobei sich der pfalzgräfliche Besitz auf die Fiskalbezirke Kröv und Klotten konzentrierte.